# Parigi-Camembert 2019
La Parigi-Camembert 2019, ottantesima edizione della corsa, valevole come evento dell'UCI Europe Tour 2019 e come sesta prova della Coppa di Francia categoria 1.1, si svolse il 16 aprile 2019 su un percorso di 182,5 km, con partenza da Pont-Audemer e arrivo a Livarot, in Francia. La vittoria fu appannaggio del francese Benoît Cosnefroy, il quale completò il percorso in 4h29'50", alla media di 40,469 km/h, precedendo i connazionali Pierre-Luc Périchon e Quentin Jauregui.
Sul traguardo di Livarot 77 ciclisti, su 104 partiti da Pont-Audemer, portarono a termine la competizione.

## Squadre e corridori partecipanti
| N.    | Cod. | Squadra                       |
| ----- | ---- | ----------------------------- |
| 1-7   | TDE  | Total Direct Énergie          |
| 11-17 | PCB  | Team Arkéa-Samsic             |
| 21-27 | DMP  | Delko Marseille Provence      |
| 31-37 | VCB  | Vital Concept-B&B Hotels      |
| 41-47 | EUS  | Euskadi Basque Country-Murias |
| 51-57 | WGG  | Wanty-Gobert Cycling Team     |
| 61-67 | CIB  | Cibel                         |
| 71-77 | COF  | Cofidis, Solutions Crédits    |

| N.      | Cod. | Squadra                         |
| ------- | ---- | ------------------------------- |
| 81-87   | NRL  | Natura4Ever-Roubaix-Lille Métr. |
| 91-97   | WVA  | Wallonie Bruxelles              |
| 101-107 | GFC  | Groupama-FDJ                    |
| 111-117 | AUB  | St Michel-Auber 93              |
| 121-127 | ANS  | Androni Giocattoli-Sidermec     |
| 131-137 | SVB  | Sport Vlaanderen-Baloise        |
| 141-147 | RLY  | Rally UHC Cycling               |
| 151-157 | ALM  | AG2R La Mondiale                |

## Ordine d'arrivo (Top 10)
| Pos. | Corridore           | Squadra    | Tempo    |
| ---- | ------------------- | ---------- | -------- |
| 1    | Benoît Cosnefroy    | AG2R       | 4h29'50" |
| 2    | Pierre-Luc Périchon | Cofidis    | a 3"     |
| 3    | Quentin Jauregui    | AG2R       | a 5"     |
| 4    | Romain Hardy        | Arkéa      | s.t.     |
| 5    | Julien El Fares     | Delko Mar. | s.t.     |
| 6    | Mathijs Paasschens  | Wallonie   | s.t.     |
| 7    | Jérôme Cousin       | Direct     | s.t.     |
| 8    | Kevin Geniets       | Groupama   | s.t.     |
| 9    | Élie Gesbert        | Arkéa      | a 8"     |
| 10   | Andrea Vendrame     | Androni    | a 37"    |